# Utö församling
Utö församling var en församling i Stockholms stift och i Haninge kommun i Stockholms län. Församlingen uppgick 2002 i Dalarö-Ornö-Utö församling.

## Administrativ historik
Församlingen bildades tidigt genom utbrytning ur Österhaninge församling (eventuellt ur Ornö församling)
Församlingen var till 31 mars 1636 annex i pastoratet Ornö, Nämdö och Utö. Från 1 april 1636 till 1 maj 1923 annexförsamling i Österhaninge pastorat. Från 1 maj 1923 till 2002 annexförsamling i pastoratet Dalarö, Ornö och Utö som till 1 maj 1929 även omfattade Nämdö församling. Församlingen uppgick 2002 i Dalarö-Ornö-Utö församling.

## Kyrkor
- Utö kyrka